# Paolo Orsini (1450-1503)
Paolo Orsini (1450 – Città della Pieve, 18 gennaio 1503) è stato un condottiero italiano, marchese di Atripalda e signore di Mentana, Palombara Sabina e Selci.

## Biografia
Era il figlio naturale del cardinale Latino Orsini, appartenente al ramo dei duchi di Bracciano, e di madre ignota. Il porporato lo legittimò a salvaguardare il patrimonio familiare.
Fu un valente condottiero al servizio dello Stato Pontificio, del Re del Regno di Napoli Ferrante d'Aragona e della Repubblica di Firenze. Era il comandante della guardia pontificia nel 1485 quando tentò di impadronirsi di Roma insieme al cugino Virginio, ma subì la confisca di tutti i beni nel 1496. L'anno seguente (1497) entrò al servizio di Papa Alessandro VI e fu al fianco di Cesare Borgia che intendeva conquistare Bologna.
Assecondò il Valentino nel soccorrere i duchi di Urbino che volevano tornare ad essere signori del loro Stato, nonostante il diniego di Borgia che, dopo la presa di Senigallia, fece arrestare con l'inganno quattro nobili dei quali voleva l'eliminazione per aver partecipato alla congiura della Magione: Vitellozzo Vitelli ed Oliverotto da Fermo furono ammazzati il 31 dicembre 1502 dal sicario Michelotto Corella. Il 4º duca di Gravina Francesco Orsini, figlio di Raimondo Orsini, e il cugino Paolo furono tradotti a Città della Pieve, dove trovarono la morte per strangolamento il 18 gennaio 1503.
L'uccisione dei quattro nobili passò alla storia come Strage di Senigallia.

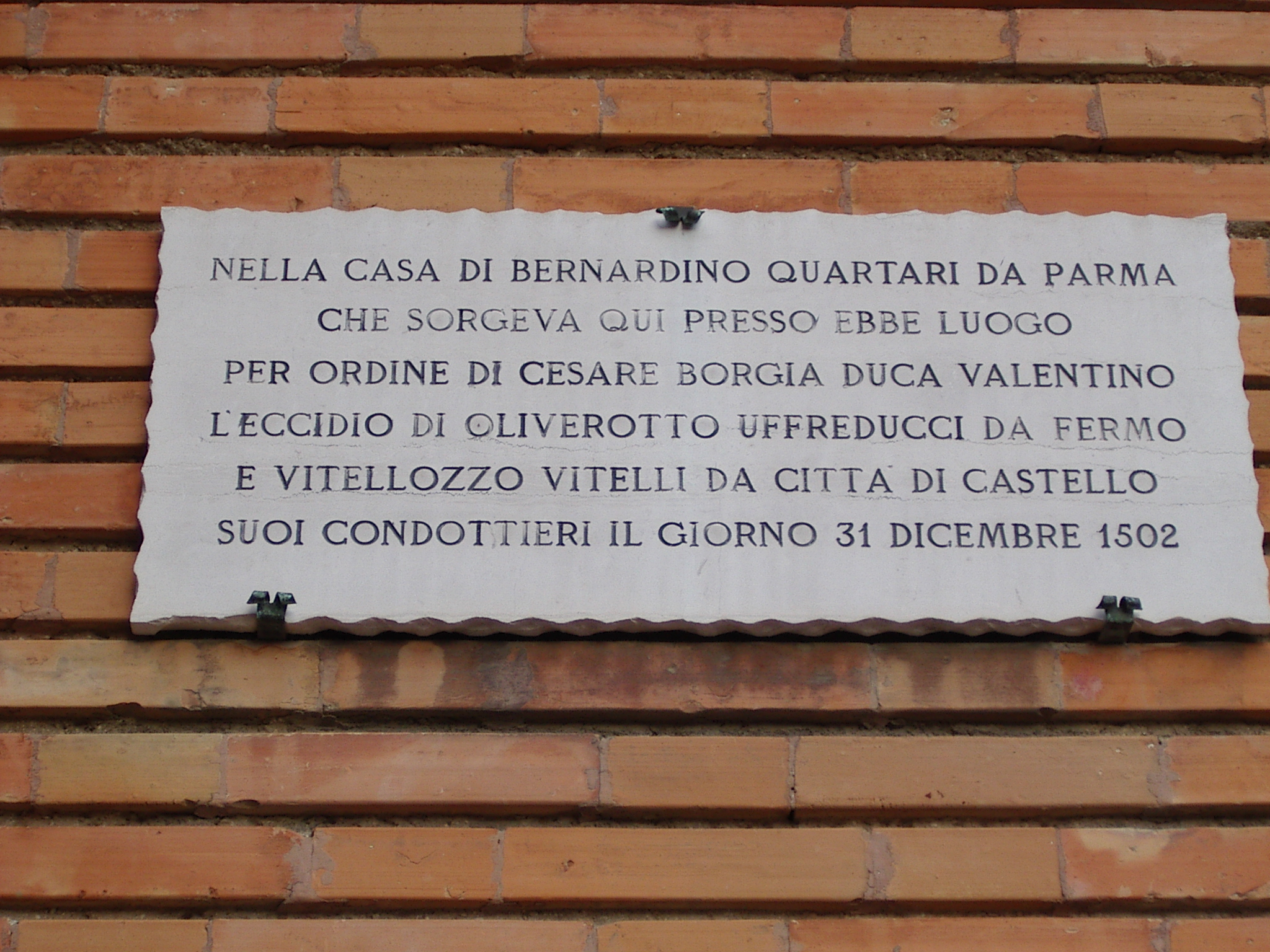
Targa in memoria della strage di Senigallia

## Discendenza
Paolo Orsini sposò in prime nozze Francesca Della Valle e poi nel 1473 in seconde nozze Giulia Santacroce. Ebbe quattro figli:
- Fabio (1476-1504), condottiero, il quale sposò Geronima Borgia;
- Camillo (1491-1559), condottiero e politico, che sposò Brigida Orsini;
- Porzia, andata in sposa al condottiero Vitellozzo Vitelli;
- Roberto (?-1525), arcivescovo di Reggio Calabria e nunzio apostolico di Boemia, Polonia ed Ungheria.